# Chuit (Königin)
Chuit war eine Königin der altägyptischen 6. Dynastie. Sie war die Gemahlin von Pharao Teti II. Kinder aus dieser Ehe sind nicht bekannt.
Für Chuit wurde nördlich der Grabanlage ihres Gemahls eine Königinnenpyramide erbaut. Das Bauwerk hat eine Seitenlänge von 21 m und wurde 1898 von Victor Loret entdeckt. Lange Zeit war umstritten, ob es sich bei diesem Grab tatsächlich um eine Pyramide handelte. Erst erneute Grabungen, die 1995 unter der Leitung von Zahi Hawass begannen, konnten dies bestätigen.